# Taurisc de Cízic
Taurisc de Cízic (en llatí Tauriscus, en grec antic Ταυρίσκος) fou un artista grec nascut a Cízic.
Treballava la plata i els metalls nobles i Plini el Vell l'anomena caelator (cisellador) i diu que era diferent persona de l'escultor Taurisc de Tral·les. També diu que va florir poc després que Estratònic, cap al 230 aC.